# Szabad Iskola
A Szabad Iskola egy 20. század első felében megjelent magyar nyelvű vegyes tartalmú könyvsorozat. A Genius Könyvkiadó gondozásban Budapesten az 1920-as években megjelent kötetek a következők voltak:
- 1. Kármán Mór Ethikája, 1921
- 2. Leidenfrost Gyula: Bevezetés az élettudományba, 1922
- 3. Nagy Dénes: Bevezetés a szociológiába, 1922
- 4. Havas Miksa: Az értéktőzsde, 1922
- 5. Szelényi Ödön: A neveléstan alapvonala, 1922
- 6. Zoványi Jenő: A felvilágosodás története, 1922
- 7. Balassa József: A helyes magyarság, 1923
- 8. Braun Soma: A népmese, 1923
- 9. Schmidt József: Az ind filozófia, 1923
- 10. Edward Grubb: A quakerek vallása, 1928